# Croix de guerre 1940-1945 (Belgio)
La Croix de guerre 1940, in francese, Oorlogskruis 1940, in olandese ("Croce di guerra 1940") è una medaglia belga creata il 20 luglio 1940 per onorare quanti, assieme agli alleati, avessero combattuto contro le potenze dell'Asse durante la seconda guerra mondiale. Essa si rifaceva nel disegno alla Croix de guerre del 1914-1918 ed in generale alla croce di guerra francese.
Essa poteva essere concessa unicamente a quanti avessero partecipato ad almeno uno dei seguenti episodi bellici:
- Combattimento durante la Battaglia di Francia
- Combattimento con il FBI
- Combattimento con il FBF
  - sul fronte occidentale
  - sul fronte mediorientale
  - nel Mediterraneo
  - durante le campagne d'Africa

La Croix de guerre poteva essere completata anche da un segno distintivo di menzione speciale, ovvero di segnalazione dell'insignito per coraggio e forza dimostrati sul campo, rappresentati da un leone o da una palma come spiegato in seguito.

## Insegne
- medaglia: venne disegnata dallo scultore francese Paul-Albert Bartholomé. Essa aveva un diametro di 37 mm e disponeva di quattro braccia con due spade incrociate sul retro. Di fronte, al centro, si trovava un disco riportante un leone rampante verso sinistra. Sul retro si trovava il monogramma reale di re Leopoldo II ("L II"). Il tutto era sormontato dalla corona reale belga.
- nastro: rosso con tre strisce verdi per ciascun lato.

## Segni distintivi
Per quanti si fossero distinti in dispacci si applicavano i seguenti segni distintivi:
- leone di bronzo, per menzione a livello di reggimento, brigata o divisione
- leone d'argento, ogni 5 leoni di bronzo
- leone d'oro, ogni 5 leoni d'argento
- palma di bronzo, per menzione dell'Esercito
- palma d'argento, ogni 5 palme di bronzo
- palma d'oro, ogni 5 palme d'argento

Per i conferimenti postumi, il nastrino era adornato di una barretta nera.